# 3-я бригада Армии Людовой имени генерала Юзефа Бема
3-я бригада Армии Людовой имени генерала Юзефа Бема (пол. 3. Brygada AL im. gen. Józefa Bema) — это польское партизанское соединение Армии Людовой, которое действовало в 1944 году на оккупированной нацистской Германией территории Польши.

## История

### Партизанский отряд
В январе 1942 года Польская рабочая партия приняла решение о переходе к вооружённой борьбе с немецкими оккупантами.
В мае 1942 года началось создание партизанских отрядов Гвардии Людовой.
Одним из отрядов, созданных в 1942 году, был партизанский отряд имени Юзефа Бема (oddział Gwardii Ludowej im. Józefa Bema), командиром которого стал подпоручик Владислав Матушевский («Юзек»).
Поскольку военное командование Гвардии Людовой разделило территорию оккупированной Польши на шесть округов, отряд им. Бема (также, как другие партизанские отряды, действовавшие на территории Келецкого воеводства) вошёл в состав 3-го округа Гвардии Людовой (Obwód III Radomsko-Kielecki Gwardii Ludowej).
В 1942—1943 годы отряд провёл ряд крупных операций, а также занимался диверсионной деятельностью и саботажем.
- 6—8 декабря 1942 года — партизаны польского отряда им. Бема и советского отряда «Фёдора» (Теодора Альбрехта) вели бои в Парчевских лесах, 80 партизан отбили атаки карательного отряда и с боем прорвались из окружения[3]. Потери гитлеровцев составили 13 человек убитыми и 10 ранеными[4]
- 17 декабря 1942 года отряд им. Бема занял и некоторое время удерживал местечко Остров Любельский. В ходе операции партизанами были убиты секретарь волостного управления и один полицейский, тяжело ранен комендант полиции[4]
- 18 декабря 1942 года отряд им. Бема разгромил волостное управление в Тыщленице[4]

Весной 1943 года к отряду присоединилась группа советских военнопленных, бежавших из концентрационного лагеря Stalag 367 в Ченстохове.
11 октября 1943 отряд АК «Wichra» (командир Витольд Кухарский) и отряд Гвардии Людовой имени Бема провели совместную боевую операцию, в результате которой партизаны заняли весь Klementinów в Пиотрковском повяте.
В октябре 1943 года отряд им. Бема разгромил немецкий отряд в Пиотрковских лесах (гитлеровцы потеряли 30 солдат убитыми и 10 ранеными); в дальнейшем, 24—25 октября 1943 года отряд численностью менее 90 человек был окружён на Дьяволовой горе в Опочинском повяте, но отбил три атаки гитлеровцев и выдержал бомбардировку. Ночью 29 октября 1943 года, разделившись на группы, отряд вышел из окружения.
В конце декабря 1943 года в Ченстохове попал в засаду на улице Огродовой и погиб в перестрелке с сотрудниками гестапо и жандармерией командир отряда им. Бема поручик Юзеф Ковальчик («Юзек», он же «Матушевский»).

### Партизанская бригада
1 января 1944 года Крайова Рада Народова приняла решение о расформировании Гвардии Людовой, которая вошла в состав Армии Людовой.
24 февраля 1944 группа партизан из отряда им. Бема под командованием ст. лейтенанта РККА Якова Сальникова разгромила железнодорожную станцию Теклинив (Teklinów). В результате операции, движение по железнодорожной линии было остановлено на несколько часов.
В ночь с 11 на 12 марта 1944 в результате диверсии на железной дороге сошёл с рельс железнодорожный эшелон.
28—29 июня 1944 партизаны вели бои c немецко-полицейскими силами в волости Ойжень. В ходе боевых действий гитлеровцы потеряли 16 человек убитыми и несколько десятков ранеными, партизаны — шесть человек убитыми.
3 августа 1944 года под Кнеей солдаты батальона им. Бема атаковали из засады немецкую автоколонну, были уничтожены шесть грузовиков, потери гитлеровцев составили 38 убитыми и несколько десятков ранеными.
В августе 1944 года командование AL приняло решение провести реорганизацию партизанского батальона им. Юзефа Бема, действовавшего в районе Ченстохов — Радомско и преобразовать его в партизанскую бригаду. Перед началом реорганизации численность батальона им. Юзефа Бема составляла 600 человек. Реорганизацию проводили Мариан Яниц и Александр Бурский. В результате на основе батальона в Парчевских лесах была создана 3-я бригада Армии Людовой имени генерала Юзефа Бема, которая действовала в районе Ченстохова. Командиром бригады стал капитан Болеслав Борута «Гонич».
В связи с нарастанием противоречий между военно-политическим руководством Армии крайовой и активистами "Батальонов хлопских", личный состав отрядов БХ начал переходить в состав Армии Людовой. В 1944 году в Радомщчанском повяте в состав 3-й бригады AL им. генерала Бема вошёл крупный отряд военной организации ППС (70 человек).
Всего в составе бригады было 20 офицеров и 511 рядовых бойцов.
В ночь с 4 на 5 августа 1944 года диверсионная группа бригады им. Бема подорвала железнодорожный мост в местности Бугай (в 2 км от города Пиотрков).
27 августа 1944 года бригада получила военную помощь от СССР — сброшенную с самолётов партию оружия (145 автоматов, 140 винтовок, один ручной пулемёт, боеприпасы и взрывчатка).
По состоянию на 31 августа 1944 года, 40 партизан бригады являлись членами ПРП.
12—13 сентября 1944 года бригада вела оборонительные бои под Эвиной против наступавших немецких войск и частей СС.
Кроме того, в течение сентября 1944 года бригада вела диверсионную деятельность на железных дорогах (в основном, на железнодорожной линии Варшава — Катовице), взорвала один мост и организовала крушение 14 эшелонов. В результате действий бригады движение по атакованным железнодорожным линиям было остановлено на 238 часов.
15 октября 1944 партизаны 2-го батальона 3-й бригады AL встретили и обеспечили безопасность сброшенной в Петрковский лес группы парашютистов Польского партизанского штаба (все 12 парашютистов и три из четырёх тюков с грузом были найдены и доставлены в расположение бригады). Доставленные десантниками оружие, боеприпасы и взрывчатка повысили боеспособность бригады.
В ноябре 1944 года бригада насчитывала 500 партизан и в своей деятельности опиралась на организованные резервы (связных, разведчиков, хозяев конспиративных квартир и иных невооружённых помощников), общая численность которых составляла 4040 человек (150 из них входили в состав милиции Польской социалистической партии, 190 – в состав Польской армии людовой, 2200 – в состав Батальонов хлопских).
В целом, за весь период деятельности, 3-я бригада AL разгромила и вывела из строя две железнодорожные станции, разрушила 12 железнодорожных мостов, 7 шоссейных мостов и 2 виадука, организовала крушение 41 железнодорожного эшелона (прервав движение по атакованным железным дорогам на 800 часов), уничтожила 2 самолёта, 10 танков и 92 автомашины.

## Граждане СССР, воевавшие в составе бригады
В составе партизанского отряда имени генерала Юзефа Бема и 3-й бригады Армии Людовой воевали граждане СССР — советские военнопленные, бежавшие из мест заключения:
- санинструктор Анатолий Котельников, который попал в плен летом 1942 года под Курском, бежал из лагеря в Демблине и вступил сначала в группу АК, действовавшую в районе Ченстохова, а в июне 1943 года перешёл из АК в Гвардию Людову. В конце декабря 1943 года он был ранен в перестрелке с сотрудниками гестапо и жандармерией, захвачен в плен и расстрелян[8]
- ст. лейтенант РККА Яков Сальников («Яша»)[7], который был ранен и попал в плен в боях за Днепр, но бежал из лагеря военнопленных. Погиб 29 июня 1944 года в бою с СС у веси Выгода (Wygoda)[5][12]
- Николай Акулашвили — погиб 29 июня 1944 года в бою с СС у веси Выгода[5]

## Память, отражение в культуре и искусстве
- ксилография "Засада, организованная Армией Людовой под Кнеей", автором которой является польский гравер Константы Мария Сопочко (1902—1979)[13]

## Дополнительная информация
- После окончания войны боевое знамя бригады было передано на вечное хранение в Музей Войска Польского[23].